# Zagrebačka rezolucija
U proljeće 1918., kao rezultat sastanka skupine političara održanoga u Zagrebu, objavljena je Zagrebačka rezolucija, koja se zauzimala za stvaranje zajedničke političke organizacije, kojoj bi zadaća bila stvaranje neovisne, demokratski uređene južnoslavenske države, zasnovane na priznanju »državnopravnih kontinuiteta historičko-političkih teritorija«.

## Povijest
Cijela 1918. godina imala je obilježje zgusnutoga povijesnog vremena u kome se roje misli i promišlja na nov način, a razmak od ideje do realizacije nevjerojatno se skraćuje. Politizacija se prelijevala iz etabliranih političkih stranaka i prožimala cjelokupni život. Josip Horvat, to je ovako registrirao:
| Cijelo prvo polugodište 1918. u domovini područje političkoga zbivanja i tumači narodnog raspoloženja nisu više ni stranački ni parlamentarni forumi. Stranke, pogotovo one na vlasti, tapkaju za događajima, ne predvode ih a kamo li stvaraju. Različite kulturne priredbe okupljaju narodnu inteligenciju i omladinu, koje takvim zgodama zbore sasvim drugim jezikom, otkrivajući sasvim druge tendencije nego stranke na vlasti.— Hrvatska revija 2, 2004. |

To buđenje i izlazak iz oportunizma nije se događalo u nekom neodređenom sklopu. Dinamizam zbivanja bio je u neposrednoj svezi s razvojem na frontama i općim stanjem u državi, odnosno izgledima Monarhije da se održi ili raspadne. Sliku upotpunjuje pojava zelenoga kadra, vojnih dezertera ili zarobljenika izbjeglih iz Rusije, čije akcije, prema Miroslavu Krleži, stvaraju »objektivno revolucionarnu situaciju«. Dok su građani svoja raspoloženja iskazivali na manifestacijama poput proslave Preradovićeve stogodišnjice, u politici je na djelu bila »nacionalna koncentracija«, tj. okupljanje političkih snaga kojima je cilj izlazak Hrvatske iz Austro-Ugarske s perspektivom stvaranja južnoslavenske zajednice. Akciju je predvodila Starčevićeva stranka prava.
Na njezin poticaj u Zagrebu je 2. i 3. ožujka 1918. godine održan sastanak političara iz južnoslavenskih zemalja Austro-Ugarske, na kojem je donesena Zagrebačka rezolucija. U njoj se u maniri onoga vremena istodobno govori o narodnom jedinstvu i očuvanju nacionalnog identiteta te jedinstvenoj državi i očuvanju povijesnih političko-teritorijalnih individualiteta, kao što stoji u I. točki Rezolucije:
| Tražimo nezavisnost, sjedinjenje i slobodu u svojoj jedinstvenoj narodnoj državi u kojoj će plemenite osobine troimenog jedinstvenog naroda Slovenaca, Hrvata i Srba biti očuvane, te po želji sastavnih narodnih dijelova poštovani državotvorni kontinuiteti historičko političkih teritorija uz potpunu ravnopravnost plemena i konfesija.— Zagrebačka rezolucija |

Na tim osnovama u ljeto 1918. ustrojene su regionalne organizacije, da bi na sjednicama od 5. do 8. listopada bilo utemeljeno Narodno vijeće Slovenaca, Hrvata i Srba kao središnje nadstranačko tijelo južnih Slavena u Austro-Ugarskoj. U njemu su u tom trenutku bile zastupljene sve stranke osim »frankovaca« i Hrvatsko-srpske koalicije. Za vrijeme zasjedanja prihvaćen je Pravilnik Narodnog vijeća te izabrano vodstvo: Anton Korošec (predsjednik), Ante Pavelić, stariji (prvi potpredsjednik), dok je drugo potpredsjedničko mjesto bilo rezervirano za predstavnika Hrvatsko-srpske koalicije. S njom su još za vrijeme zasjedanja otpočeli razgovori, no ona je još desetak dana odgađala suradnju, nastavljajući voditi »pozitivnu politiku«, odnosno ostajući na »zakonskom temelju«. Njezino konačno pristupanje Narodnom vijeću sredinom listopada dalo je puni zamah tom tijelu, a to je otvorilo put u »jugoslavensku revoluciju«, kako su, ne bez ironičnog prizvuka, znali nazivati politička zbivanja koja će uslijediti. Od promatrača »nacionalne koncentracije«, Hrvatsko-srpska koalicija postala je predominantna snaga u Narodnom vijeću, a ton njegovoj politici davao je Koalicijin predsjednik Svetozar Pribićević. O tom političaru, koji će obilježiti sljedeće desetljeće hrvatske politike, njegov dobar poznavatelj, povjesničar Hrvoje Matković je zapisao:
| Pribićevićeva politička moć nije se zasnivala samo na brojčanoj premoći Koalicije u Vijeću, već i na osobinama njegove ličnosti. Formula je njegove politike bila: ostati na vlasti bez obzira na cijenu i na taj način sačuvati poziciju da se odlučuje u trenucima završetka rata. Pribićević je procijenio da je slom Monarhije posve blizu, priključio se onim snagama koje su mnogo dulje radile na jugoslavenskom okupljanju. Iako je postao drugi potpredsjednik Narodnog vijeća, i većina i moć prešli su tada u njegove ruke što je bilo fatalno za buduća zbivanja, posebno za Hrvatsku.— Hrvatska revija 2, 2004. |

Gdje je u svemu tome bio Hrvatski sabor, najznačajnije hrvatsko političko tijelo za vrijeme rata? On se sastao na prvo »ratno saborisanje« 14. lipnja 1915. godine. Pečat mu je davala predominantna Hrvatsko-srpska koalicija, iz koje je izabran predsjednik Bogdan Medaković, a glavnu riječ vodio je također Srbin Svetozar Pribićević. Njegova je strategija bila oportunističkom politikom prema Pešti pod svaku cijenu sačuvati Sabor od raspuštanja (i zavođenja komesarijata), kako bi ovaj u vrijeme raspleta na kraju rata »sa zakonskog temelja« povlačio poteze koji bi odgovarali političkim ciljevima Hrvatsko-srpske koalicije. Općenito se drži da je takvu politiku Pribićević vodio u dogovoru s Beogradom. 
Saborsku oporbu predvodile su dvije pravaške stranke: Hrvatska stranka prava, tzv. »frankovci« i Starčevićeva stranka prava, tzv. »milinovci«. Hrvatska stranka prava je odbacivala nagodbenjačku politiku s Peštom tražeći da se sve hrvatske zemlje i svi dijelovi hrvatskoga naroda ujedine na temelju historijskog državnog prava u jedinstvenu hrvatsku državu koja seže od Triglava do Drine pod žezlom zakonite hrvatske kraljevske, dva puta zakonito izabrane habsburške dinastije. Starčevićeva stranka prava, ostajući na poziciji hrvatskoga državnog prava, prihvativši ideologiju narodnog jedinstva, hrvatske će strateške ciljeve sve više vidjeti ostvarene izvan okvira Monarhije u zajednici s drugim južnim Slavenima osim Bugara.
Pred sam kraj rata to su zagovarale sve saborske stranke osim »frankovaca«. Formalni čin u tom smislu dogodio se na sjednici Hrvatskoga sabora 29. listopada 1918. godine, na kojoj je na prešni prijedlog Svetozara Pribićevića i dvanaest zastupnika (koalicionaša i Starčevićeve stranke prava) u euforičnom ozračju u saborskim klupama i galerijama jednoglasno prihvaćen ovaj zaključak:
| Svi dosadašnji državno-pravni odnošaji i veze između kraljevine Hrvatske, Slavonije i Dalmacije s jedne strane, te kraljevine Ugarske i carevine Austrijske s druge strane, razrješavaju se. /.../ Dalmacija, Hrvatska, Slavonija s Rijekom proglašuju se posve nezavisnom državom prema Ugarskoj i Austriji, te prema modernom načelu narodnosti, a na temelju narodnog jedinstva Slovenaca, Hrvata i Srba pristupa u zajedničku narodnu suverenu državu Slovenaca, Hrvata i Srba na cijelom etnografskom području toga naroda bez obzira na ma koje teritorijalne i državne granice, u kojima narod Slovenaca, Hrvata i Srba danas živi. Sveopća narodna ustavotvorna skupština svega ujedinjenoga naroda Slovenaca, Hrvata i Srba odlučit će s unapred određenom kvalificiranom većinom, koja potpunoma zaštićuje od svakog majoriziranja, konačno kako u formi vladavine, tako u unutrašnjem državnom ustrojstvu naše države utemeljene na potpunoj ravnopravnosti Slovenaca, Hrvata i Srba.— Hrvatska revija 2, 2004. |

Hrvatski sabor donio je i zaključak da "kao predstavnik Hrvatske, Slavonije i Dalmacije smatra objavu Narodnog vijeća od 19. o. mj. za sebe obvezatnom, te izjavljuju, da priznaje Narodnom vijeću Slovenaca, Hrvata i Srba vrhovnu vlast". Četiri dana nakon tih povijesnih zaključaka, 3. studenoga 1918. došlo je do primirja u Padovi, što je praktički označilo kraj Prvoga svjetskog rata. Time se Hrvatska pravno i stvarno našla izvan državnog sklopa u kojem je bila više od osam stoljeća. Država Slovenaca, Hrvata i Srba naviještena u saborskom zaključku bila je provizorij: država bez želje da to i ostane, prijelaz u novu državnu zajednicu koja je, nakon niza manipulacija, proklamirana u Beogradu 1. prosinca 1918. kao Kraljevstvo Srba, Hrvata i Slovenaca.

## Naslijeđe
S obzirom na teška iskustva koja će Hrvati proživljavati u obje Jugoslavije, postavljat će se pitanje je li urušavanje Austro-Ugarske bilo prilika za utemeljene neovisne hrvatske države. Ozbiljna raščlamba danih okolnosti daje negativan odgovor. Uostalom u tu mogućnost nije vjerovao ni jedan relevantni hrvatski politički čimbenik onoga doba. Samostalna Hrvatska jednostavno nije bila u duhu vremena. Stoga je naknadno kvalificiranje njihova djelovanja kao »patriotski deficit« u potpunosti promašeno. Ozbiljna raščlamba njihovih postupaka govori da su bili uvjereni da radeći na stvaranju Jugoslavije djeluju u hrvatskom interesu. Ondašnjim političarima teško je bilo pretpostaviti da će Hrvatska s razvijenijom kulturom, društvom i gospodarstvom biti dovedena u podređen položaj u zajednici sa Srbijom. Ta nije li ona do rata imala demokratskiji politički sustav od austrougarskog? — rezonirali su mnogi od njih. Dogodit će se, međutim, ono što je malo tko mogao pretpostaviti: Hrvatska neće europeizirati Jugoslaviju, nego će ju ova balkanizirati. Ulaskom u Jugoslaviju Hrvatska će od najisturenije točke srednje Europe prema Balkanu, postati najisturenija točka Balkana prema Europi. No povijest je niz epizoda od kojih svaka ima nastavak. Možda će iz neke kasnije retrospektive obje Jugoslavije biti ocjenjivane kao nužne etape prema hrvatskoj neovisnosti.